# Anna Wierzbicka
Anna Wierzbicka nació en 1938 en Polonia y es una lingüista en la Australian National University. Ha sido también docente de la Universidad de Varsovia, donde se formó, y de la Universidad Maria Curie-Skłodowska de Lublin, Polonia. En 1972 se trasladó a Australia desde Polonia.
Es conocida sobre todo por sus trabajos de semántica, pragmática y lingüística intercultural, en especial por el metalenguaje semántico natural y el concepto de primitivo semántico. Se trata de un programa de investigación inspirado en el alfabeto del pensamiento humano de Leibniz, que Wierzbicka desarrolla sobre los trabajos del también lingüista polaco Andrzej Bogusławski a finales de la década de 1960.

## Libros
- Experience, Evidence, and Sense: The Hidden Cultural Legacy of English (2010). ISBN 0-19-536801-0
- English: Meaning and culture (2006). ISBN 0195174747
- What Did Jesus Mean? Explaining the Sermon on the Mount and the Parables in simple and universal human concepts (2001)
- Emotions Across Languages and Cultures: Diversity and universals (1999)
- Understanding Cultures Through Their Key Words: English, Russian, Polish, German, Japanese (1997)
- Semantics: Primes and Universals (1996)
- Semantics, Culture and Cognition: Universal human concepts in culture-specific configurations (1992)
- Cross-cultural pragmatics: The semantics of human interaction (1991)
- The Semantics of Grammar (1988)
- English Speech Act Verbs: A semantic dictionary (1987)
- Lexicography and Conceptual Analysis (1985)
- The Case for Surface Case (1980)
- Lingua Mentalis: The semantics of natural language (1980)
- Semantic Primitives (1972)